# Pickwick Bicycle Club

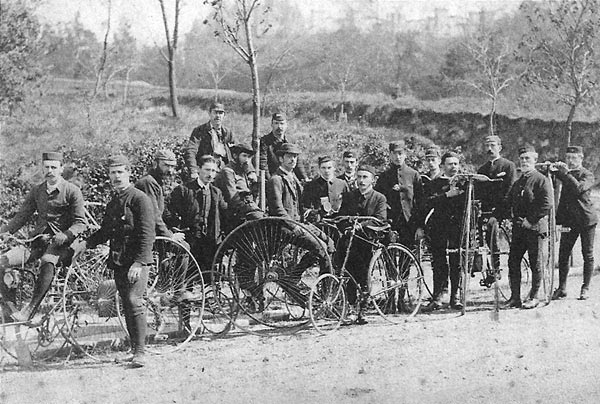
Osterausfahrt des Pickwick Bicycle Clubs 1886

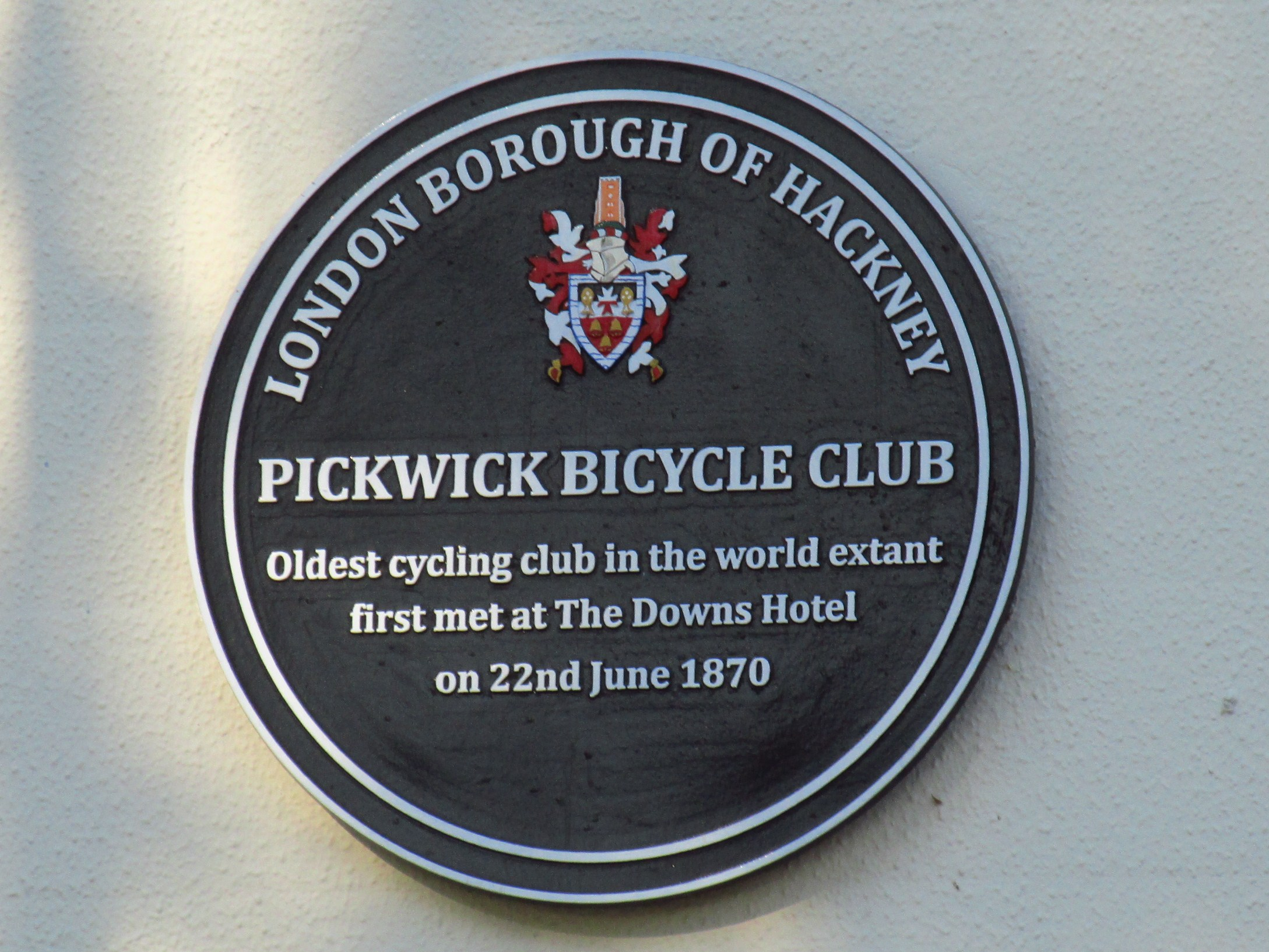
Tafel zur Erinnerung an die Gründung im Jahre 1870

Der Pickwick Bicycle Club ist ein Radsportverein in Großbritannien, der 1870 gegründet wurde. Nach eigener Aussage ist er der älteste noch existierende Radsportklub der Welt sowie der älteste Verein, der sich auf Charles Dickens bezieht.
Der Pickwick Bicycle Club wurde am 22. Juni 1870 in East London von sechs Hochradfahrern gegründet, woran heute eine Tafel am Downs Hotel in Hackney erinnert. Da Charles Dickens wenige Wochen zuvor gestorben war, wurde der Name Pickwick nach einem Roman von Dickens gewählt (Originaltitel The Posthumous Papers of the Pickwick Club). Der Verein ist Mitglied der Dickens Fellowship.
Die rund 200 Mitglieder – ausnahmslos Männer – tragen Klubnamen nach Charakteren aus den Pickwick Papers von Dickens, mit denen sie einander bei Zusammenkünften ansprechen. Der Präsident des Clubs wird während seiner Amtszeit Samuel Pickwick Esq genannt. Da es nur eine begrenzte Anzahl von Charakteren gibt, kann man erst dann Mitglied werden, wenn ein anderes (in der Regel durch Tod) ausgeschieden ist. Man muss nominiert werden und Mitglieder als Bürgen beibringen. Die Wartedauer für die Aufnahme beträgt durchschnittlich sieben Jahre.
Der ehemalige deutsche Radsportler Klaus-Peter Thaler ist Mitglied und trägt den Namen Tom Smart, nach dem Handlungsreisenden aus Dickens Pickwick Papers. Weitere Mitglieder sind der vierfache Bahn-Weltmeister Hugh Porter (Jonas Mudge) und der zweifache Weltmeister Tony Doyle (George Nupkins). Bekannte Mitglieder sind oder waren der Unternehmer William Richard Morris (Joseph Smiggers), Begründer der Morris Motor Company, Howard Knight (Wilkins the Gardener), Geschäftsführer von Raleigh, der Sportjournalist David Duffield (Mr Ayresleigh), Peter Hargroves (The Chancery Prisoner), ehemaliger Radsportler und Inhaber einer Kette von Fahrradgeschäften, Ron Webb, Konstrukteur von Radrennbahnen, sowie der vierfache Bahn-Weltmeister Reg Harris (Gabriel Grub). Harris war Mitglied von 1957 bis zu seinem Tod 1992, im Jahre 1971 war er Präsident. „[…] as a bon viveur and raconteur, he was truly representative of our Club.“
Gemäß der Eigendarstellung wird die Mitgliedschaft im Klub als Privileg, aber auch als Verpflichtung zu guten Manieren und guter Kameradschaft verstanden. Öffentlichkeit werde nicht gesucht und sei auch nicht willkommen. Es sei ein Ziel des Vereins, eine „dickenssche Atmosphäre zu schaffen“ sowie Traditionen der Vergangenheit hochzuhalten.
Anfangs wurde noch erwartet, dass die Mitglieder kundig in Dickens’ Werken waren, heute liegt jedoch der Schwerpunkt auf den gesellschaftlichen Zusammenkünften, wie etwa der zweimal jährlich stattfindende Luncheon in den Connaught Rooms in Covent Garden. Auch werden noch Ausfahrten – möglichst auf historischen Rädern – veranstaltet. Nur wenige Mitglieder nehmen an den wöchentlichen Fahrten teil, es gibt aber jährlich eine Ausfahrt nach Hampton Court: „There is less actual cycling going on these days; it is more about meeting up to eat, drink and be merry […].“ Seit 1920 gibt es auch eine Golf-Abteilung.
Die Clubmitglieder tragen als Uniform einen Strohhut mit Hutband in den Klubfarben Gold und Schwarz, gold-schwarz gestreiftes Jackett und Krawatte sowie ein Schild mit dem Klubnamen. Zusätzlich erhält jedes Mitglied bei den Zusammenkünften eine Tonpfeife in einem Karton, auf dem zu lesen ist: „Gentlemen – you must smoke“.